# لاتز اونگر
لاتز اونگر (به انگلیسی: Lutz Unger) (زادهٔ ۱۹ ژوئن ۱۹۵۱) شناگر اهل آلمان است.